# Pachycondyla ruficornis
Pachycondyla ruficornis är en myrart som först beskrevs av Clark 1934.  Pachycondyla ruficornis ingår i släktet Pachycondyla och familjen myror. Inga underarter finns listade i Catalogue of Life.

## Bildgalleri

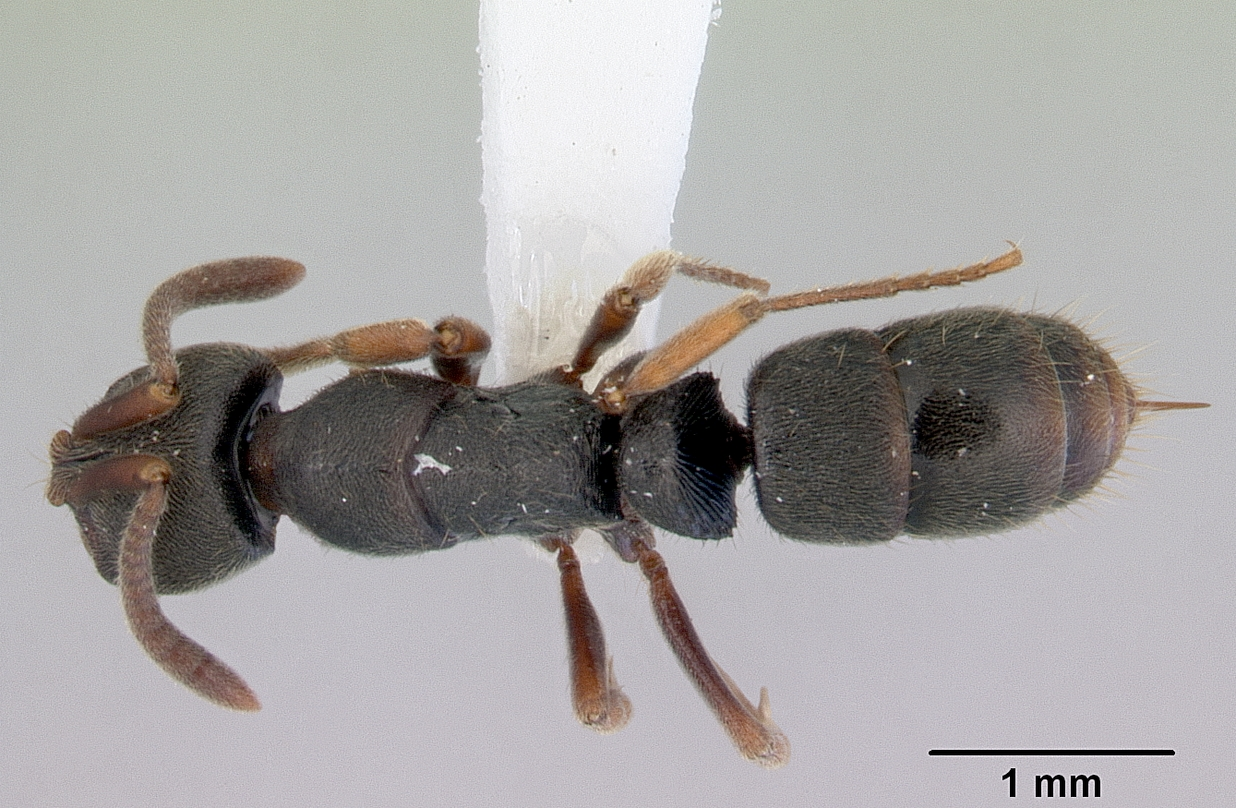
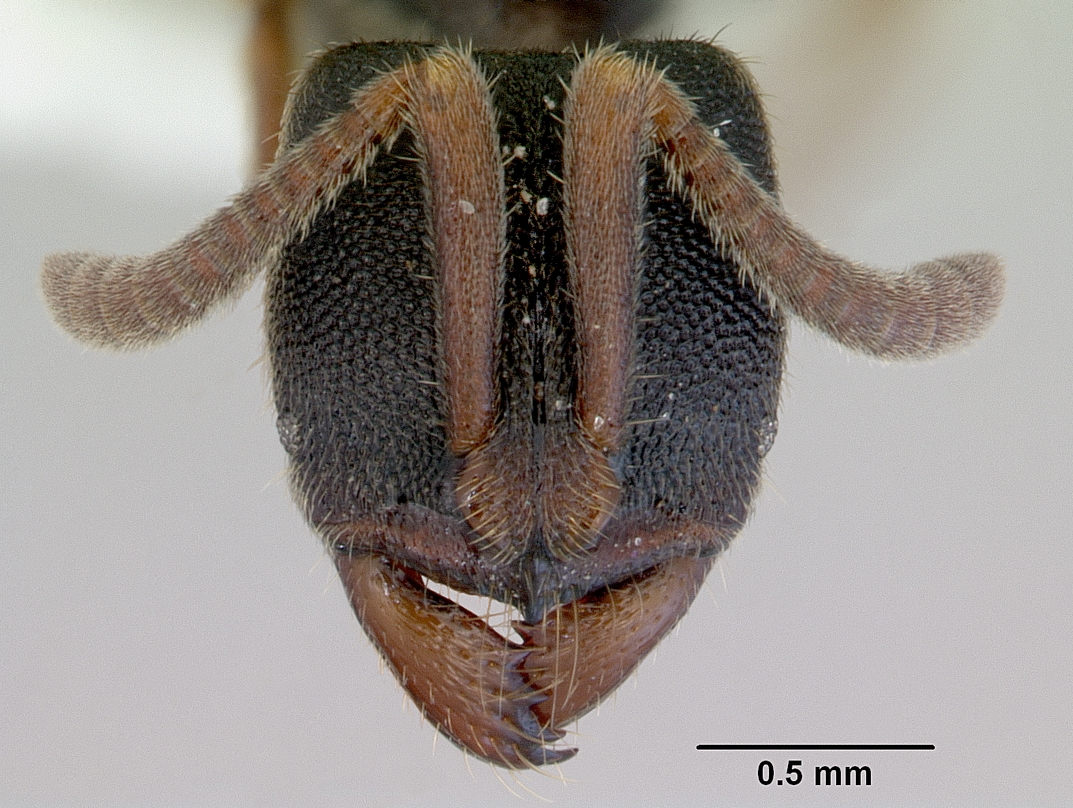
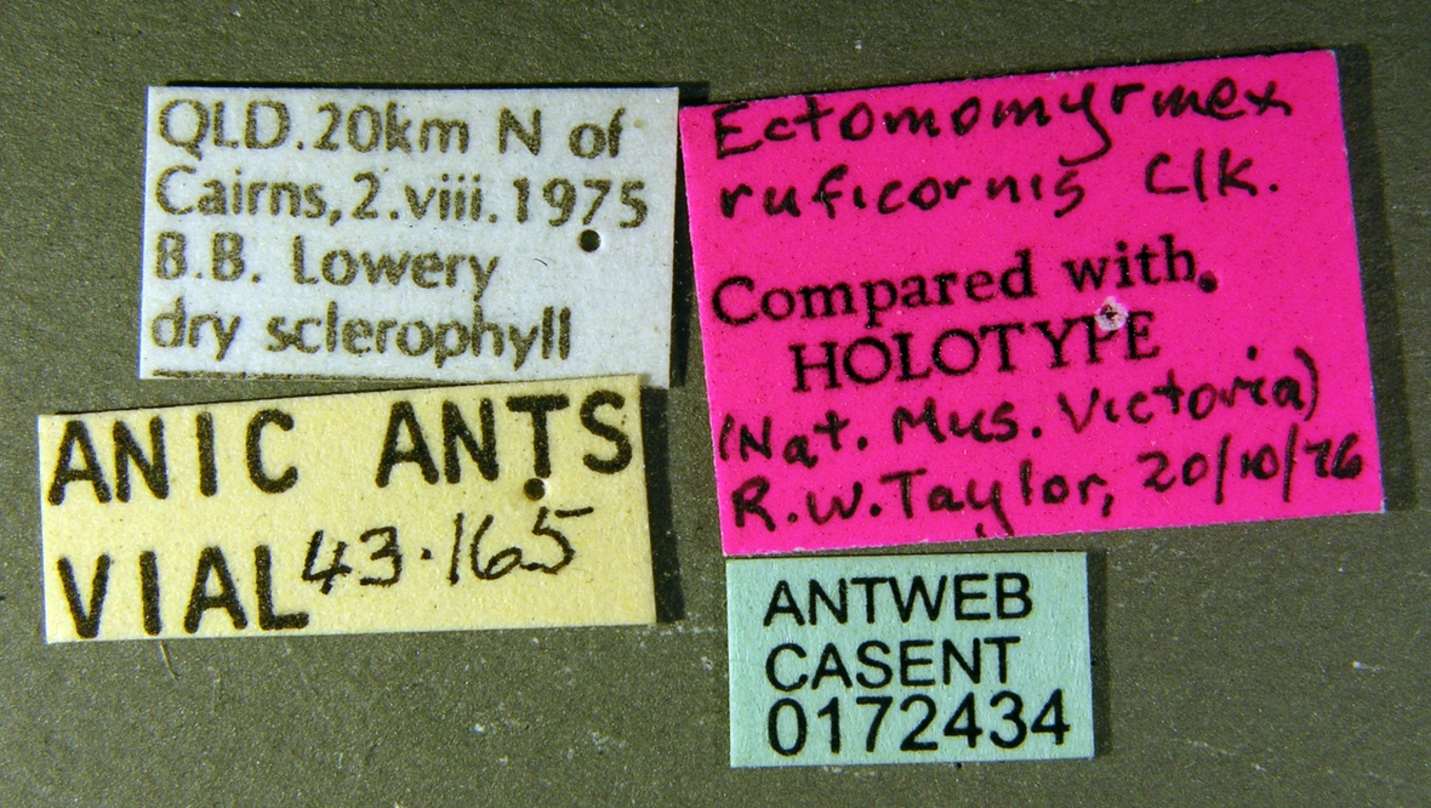
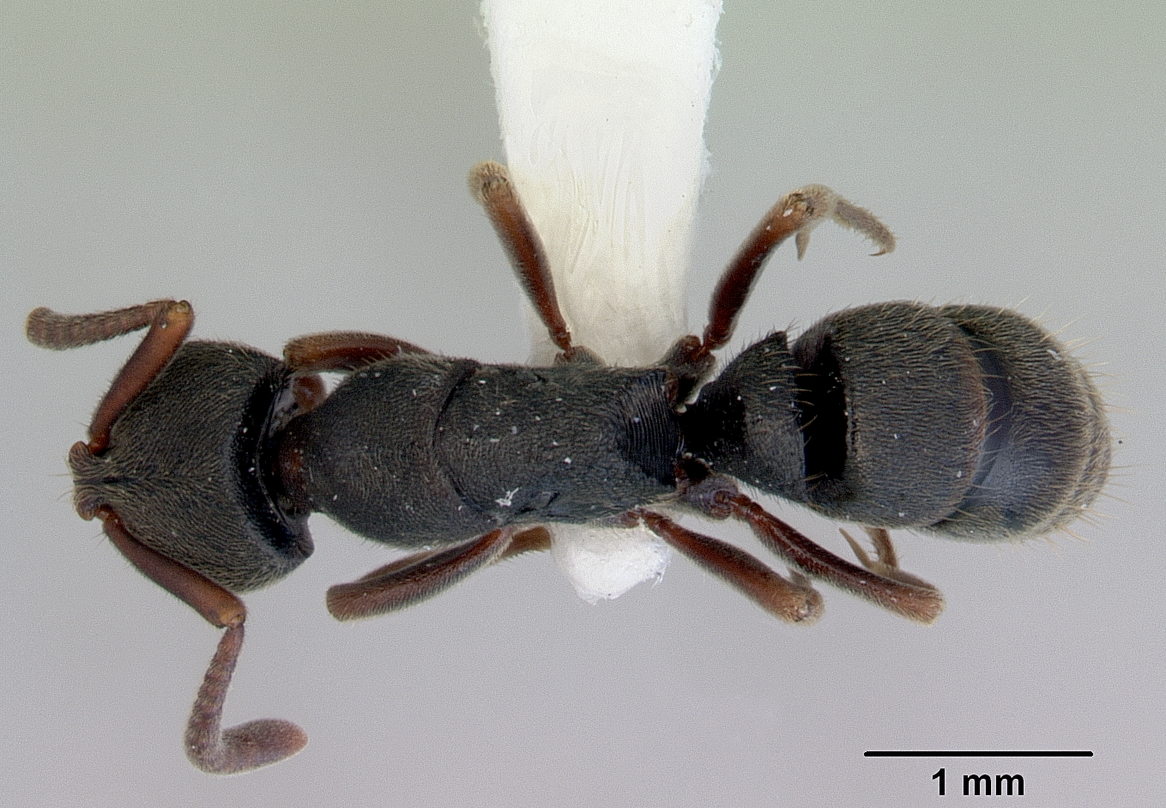
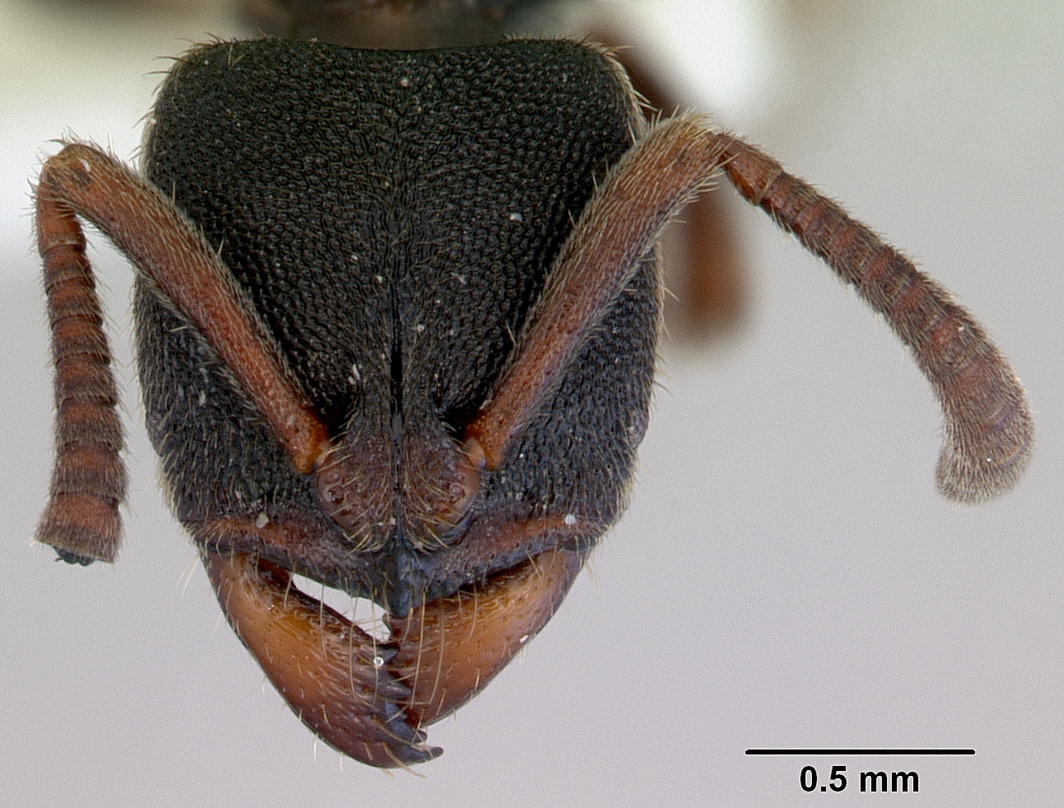
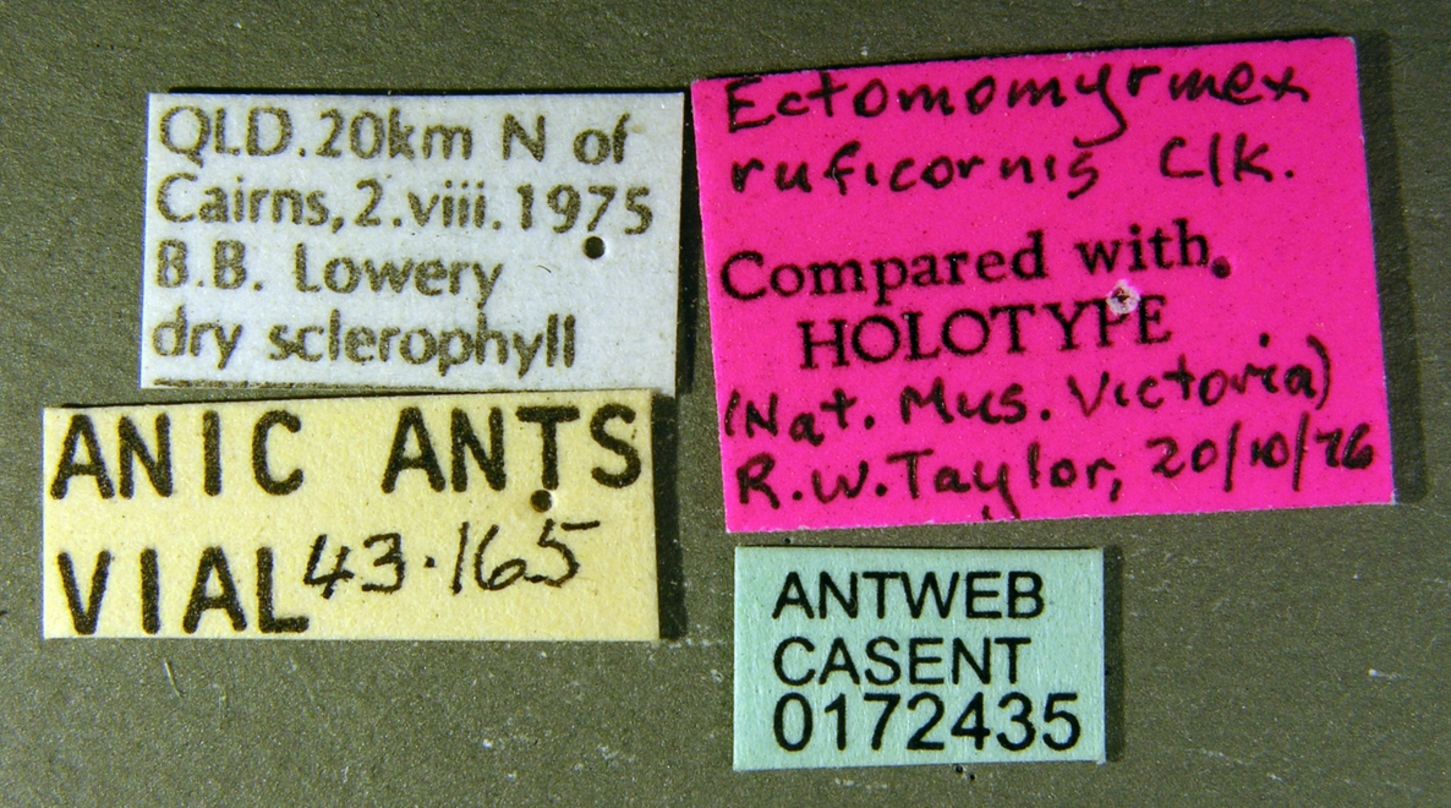